# CS Возничего
CS Возничего (лат. CS Aurigae) — одиночная переменная звезда в созвездии Возничего на расстоянии (вычисленном из значения параллакса) приблизительно 8695 световых лет (около 2666 парсеков) от Солнца. Видимая звёздная величина звезды — от +14m до +12,9m.

## Характеристики
CS Возничего — красная пульсирующая полуправильная переменная звезда типа SRB (SRB) спектрального класса M3. Эффективная температура — около 3304 К.